# John Lütgens
John Lütgens (* 24. März 1875 in Hamburg; † 22. März 1950 in Köln) war ein deutscher Architekt, der vor allem in Köln wirkte.

## Leben und Bauten
John Lütgens, eigentlich Eduard Lütgens, war laut seiner Sterbeurkunde evangelisch, hatte aber möglicherweise jüdische Wurzeln. Über seine Biografie sind nur lückenhafte Informationen vorhanden. Seine Ausbildung erhielt er vermutlich in Hamburg. Diese Stadt verließ er am 24. November 1898, um nach Gelsenkirchen zu ziehen. Dort lebte er im Haus Kampstraße 6 und arbeitete im Büro des Architekten Fidel Kindle. Am 1. April 1902 heiratete er in Berlin Tiene Baer. Aus der Ehe ging der Sohn Hans Lütgens hervor, der Stuckateur wurde. 
Die Familie Lütgens lebte ungefähr ab 1907 in Köln, wo Lütgens zunächst als angestellter Architekt arbeitete. Nachdem er ein eigenes Architekturbüro eröffnet hatte, zog er aus dem Haus Antwerpener Straße 13 in das Haus Neue Maastrichter Straße 3 um. Die frühesten Bauwerke, die Lütgens zugeschrieben werden können, wurden an der Arnulfstraße gebaut – gegenüber den Wohnbauten, die Georg Falck dort errichtete. Vor dem Ersten Weltkrieg baute Lütgens unter anderem das Haus Arnulfstraße 6 (1912–1913), das Haus Arnulfstraße 12, das im Krieg teilweise zerstört wurde, und die nicht erhaltenen Häuser Arnulfstraße 8, 10 und 14. Das Haus Konradstraße 3 erlitt ebenfalls Kriegsschäden und wurde verändert wiederaufgebaut. 
In den 1920er Jahren mietete Lütgens das Haus Kendenicher Straße 6, später kaufte er dieses Einfamilienhaus. In der Nachbarschaft lebten Fritz Salz und Carl Muschard, die möglicherweise mit Lütgens befreundet waren. Dieser gründete 1924 mit Gustav Adolf Knappstein das Architekturbüro Knappstein & Lütgens, das allerdings nur bis Ende 1925 Bestand hatte. Dennoch war dieses Büro sehr produktiv; unter anderem wurden hier die Häuser Mathiaskirchstraße 11 und 13 in Bayenthal sowie die Häuser Kyllburger Straße 14 und 16 in Sülz geplant. 1925 ließ der Bauunternehmer Heinrich Hirnstein das Haus Breibergstraße 6 in Klettenberg von Knappstein & Lütgens entwerfen und siedelte dort sein 1902 gegründetes Baugeschäft an. Später arbeitete Hirnstein aber nur noch mit Gustav Adolf Knappstein und nicht mehr mit John Lütgens zusammen. 
Aus der Zeit mit Knappstein stammen auch die Pläne für die Häuser Hardtgenbuscher Kirchweg 123 und 125 in Ostheim, sie wurden 1924 entworfen. Die Bauherren wechselten aber vor Fertigstellung der Gebäude die Architekten; die veränderten Entwürfe wurden von August Liesenfeld ausgeführt. Der Autor Wolfram Hagspiel betont in seinem Werk über die jüdischen Kölner Architekten, dass Bauten von Lütgens heute überwiegend nicht mehr bekannt sein dürften und es vom Zufall abhängt, ob sie noch zu identifizieren sind. Er meint aber, jedes der bekannten Objekte zeuge von einem „sicheren, künstlerisch ausgewogenen Entwurf“. Lütgens’ Bauten seien eher traditionsverbunden als avantgardistisch. Als Beispiel führt Hagspiel das Haus Lotharstraße 32 in Sülz an, das Lütgens im Jahr 1927 für sich selbst baute und mit seinem Namen sowie der Verbandsbezeichnung „V. R. A.“ signierte. 
Lütgens plante auch für die Vingster Terraingesellschaft mbH mindestens ein Gebäude an der Homarstraße in Vingst sowie 1928/1929 für Peter Büllesbach das Mehrfamilienhaus Guilleaumestraße 15 in Buchheim. 
1930 besaß Lütgens die Häuser Kendenicher Straße 6, Arnulfstraße 8, Kyllburger Straße 16 und Lotharstraße 32; er war offenbar gut situiert. Das Haus an der Kendenicher Straße verkaufte er etwa im Jahr 1935, um in das Haus Lotharstraße 32 zu ziehen. Einige Jahre des Dritten Reichs soll er in einem Versteck überlebt haben; am 24. März 1945 soll er von der US-Armee als Jude registriert worden sein, der das Dritte Reich überlebt hatte. Als Adresse wurde damals das Haus Kyllburger Straße 16 angegeben. Dort lebte er bis zu seinem Tod. Seine Witwe verließ Köln um 1958, um nach Berlin zu ziehen.